# Willy Maertens
Pour les articles homonymes, voir Maertens.
Wilhelm Maertens, né le 30 octobre 1893 à Brunswick (Empire allemand) et mort le 28 novembre 1967 à Hambourg (Allemagne de l'Ouest), est un acteur allemand, aussi metteur en scène, directeur de théâtre et enseignant en art dramatique.

## Biographie
Wilhelm Maertens s'est marié avec l'actrice Charlotte Kramm (de) avec qui il a un fils, Peter (de), lui aussi acteur.

## Filmographie partielle

### Au cinéma
- 1942 : Attentat à Bakou (Anschlag auf Baku) : Notar beim dänischen Ölherrn Jenssen
- 1947 : In jenen Tagen : Wilhelm Bienert / 3. Geschichte
- 1948 : Arche Nora : Willi Lüdecke
- 1948 : Der Apfel ist ab
- 1950 : Absender unbekannt : Herr Lehmann - Magdas Vater
- 1950 : Nur eine Nacht
- 1950 : Der Schatten des Herrn Monitor : Dr. Bing
- 1951 : La Beauté mène la danse : Arzt
- 1951 : Engel im Abendkleid
- 1952 : Valse dans la nuit : Mahnke, Gerichtsvollzieher
- 1952 : Toxi : Krim-Inspektor Plaukart
- 1952 : Oh, du lieber Fridolin : Dr. Mond, Verleger
- 1952 : Ich warte auf dich : Hausmeister Wagner
- 1953 : Ne craignez pas les grosses bêtes (Keine Angst vor großen Tieren) : Rechtsanwalt Immelmann
- 1954 : Près de toi, chérie (aussi Sans toi je n'ai plus rien) : Hannemann - Elisabeths Vater
- 1954 : Konsul Strotthoff
- 1954 : Geständnis unter vier Augen
- 1954 : Drei vom Varieté
- 1955 : Musik, Musik und nur Musik
- 1955 : Wie werde ich Filmstar?
- 1956 : Die Ehe des Dr. med. Danwitz : Ein Verunglückter
- 1956 : Mädchen mit schwachem Gedächtnis : Herr Prechtl
- 1956 : Der Hauptmann von Köpenick : Prokurist Knell
- 1956 : Skandal um Dr. Vlimmen : Alter Bauer
- 1956 : Wenn wir alle Engel wären : Jörges
- 1957 : Les Nuits du Perroquet vert (Nachts im grünen Kakadu) : Onkel Otto, ihr Mann
- 1958 : Der Mann, der nicht nein sagen konnte
- 1958 : Un môme sur les bras
- 1959 : Frau im besten Mannesalter : Dr. Kühne
- 1959 : Natürlich die Autofahrer : Film-Regisseur
- 1959 : Die schöne Lügnerin : Graf Schleizenstein / Count Schleizenstein
- 1960 : Nacht fiel über Gotenhafen : Vater Reiser
- 1961 : Le Miracle du père Malachias (Das Wunder des Malachias) de Bernhard Wicki
- 1961 : Der Lügner